# Klang (Mosel·la)
Klang és un municipi francès, situat al departament del Mosel·la i a la regió del Gran Est. L'any 2007 tenia 246 habitants.

## Demografia

### Població
El 2007 la població de fet de Klang era de 246 persones. Hi havia 86 famílies, de les quals 12 eren unipersonals (12 dones vivint soles i 12 dones vivint soles), 29 parelles sense fills, 41 parelles amb fills i 4 famílies monoparentals amb fills.
La població ha evolucionat segons el següent gràfic:
Habitants censats

### Habitatges
El 2007 hi havia 97 habitatges, 87 eren l'habitatge principal de la família, 2 eren segones residències i 8 estaven desocupats. 88 eren cases i 9 eren apartaments. Dels 87 habitatges principals, 82 estaven ocupats pels seus propietaris, 4 estaven llogats i ocupats pels llogaters i 1 estava cedit a títol gratuït; 3 tenien tres cambres, 13 en tenien quatre i 70 en tenien cinc o més. 67 habitatges disposaven pel capbaix d'una plaça de pàrquing. A 36 habitatges hi havia un automòbil i a 47 n'hi havia dos o més.

### Piràmide de població
La piràmide de població per edats i sexe el 2009 era:
| Homes | Edats   | Dones |
| ----- | ------- | ----- |
| 0     | 95 o +  | 0     |
| 0     | 90 a 94 | 1     |
| 0     | 85 a 89 | 1     |
| 1     | 80 a 84 | 0     |
| 2     | 75 a 79 | 4     |
| 5     | 70 a 74 | 5     |
| 9     | 65 a 69 | 6     |
| 5     | 60 a 64 | 6     |
| 8     | 55 a 59 | 8     |
| 5     | 50 a 54 | 9     |
| 9     | 45 a 49 | 9     |
| 8     | 40 a 44 | 6     |
| 13    | 35 a 39 | 14    |
| 9     | 30 a 34 | 9     |
| 7     | 25 a 29 | 7     |
| 6     | 20 a 24 | 4     |
| 5     | 15 a 19 | 7     |
| 4     | 10 a 14 | 10    |
| 13    | 5 a 9   | 8     |
| 8     | 0 a 4   | 5     |

## Economia
El 2007 la població en edat de treballar era de 155 persones, 110 eren actives i 45 eren inactives. De les 110 persones actives 102 estaven ocupades (57 homes i 45 dones) i 8 estaven aturades (3 homes i 5 dones). De les 45 persones inactives 15 estaven jubilades, 11 estaven estudiant i 19 estaven classificades com a «altres inactius».

### Ingressos
El 2009 a Klang hi havia 94 unitats fiscals que integraven 244 persones, la mediana anual d'ingressos fiscals per persona era de 18.012 €.

### Activitats econòmiques
Dels 2 establiments que hi havia el 2007, 1 era d'una empresa de construcció i 1 d'una empresa financera.
L'únic servei als particulars que hi havia el 2009 era un electricista.
L'any 2000 a Klang hi havia 5 explotacions agrícoles.

## Poblacions més properes
El següent diagrama mostra les poblacions més properes.